# Mononcholaimus elegans
Mononcholaimus elegans är en rundmaskart som beskrevs av Hans August Kreis 1924. Mononcholaimus elegans ingår i släktet Mononcholaimus och familjen Oncholaimidae. Inga underarter finns listade i Catalogue of Life.